# Anubis (Thorkild Bjørnvig)
"Anubis" er et dansk digt af Thorkild Bjørnvig udgivet i digtsamlingen af samme navn i 1955 på Gyldendal. 
"Anubis" beskriver digterens tanker, mens han betragter statuen af den ægyptiske gud Anubis, en sort figur med hundehoved.
Digtet består af 11 strofer på hver 10 linjer med rimmønsteret A-B-A-B-C-D-E-D-C-E.
Originalmanuskriptet samt en række kladder findes på Det Kongelige Bibliotek i København. "Anubis" indgår i lyrikantologien af 12 digte i Kulturkanonen fra 2006.